# Hida (provincia)
Hida (飛騨国?, Hida no kuni) fu una provincia del Giappone, che oggi forma la parte settentrionale della prefettura di Gifu.

Mappa delle province giapponesi con la provincia di Hida evidenziata

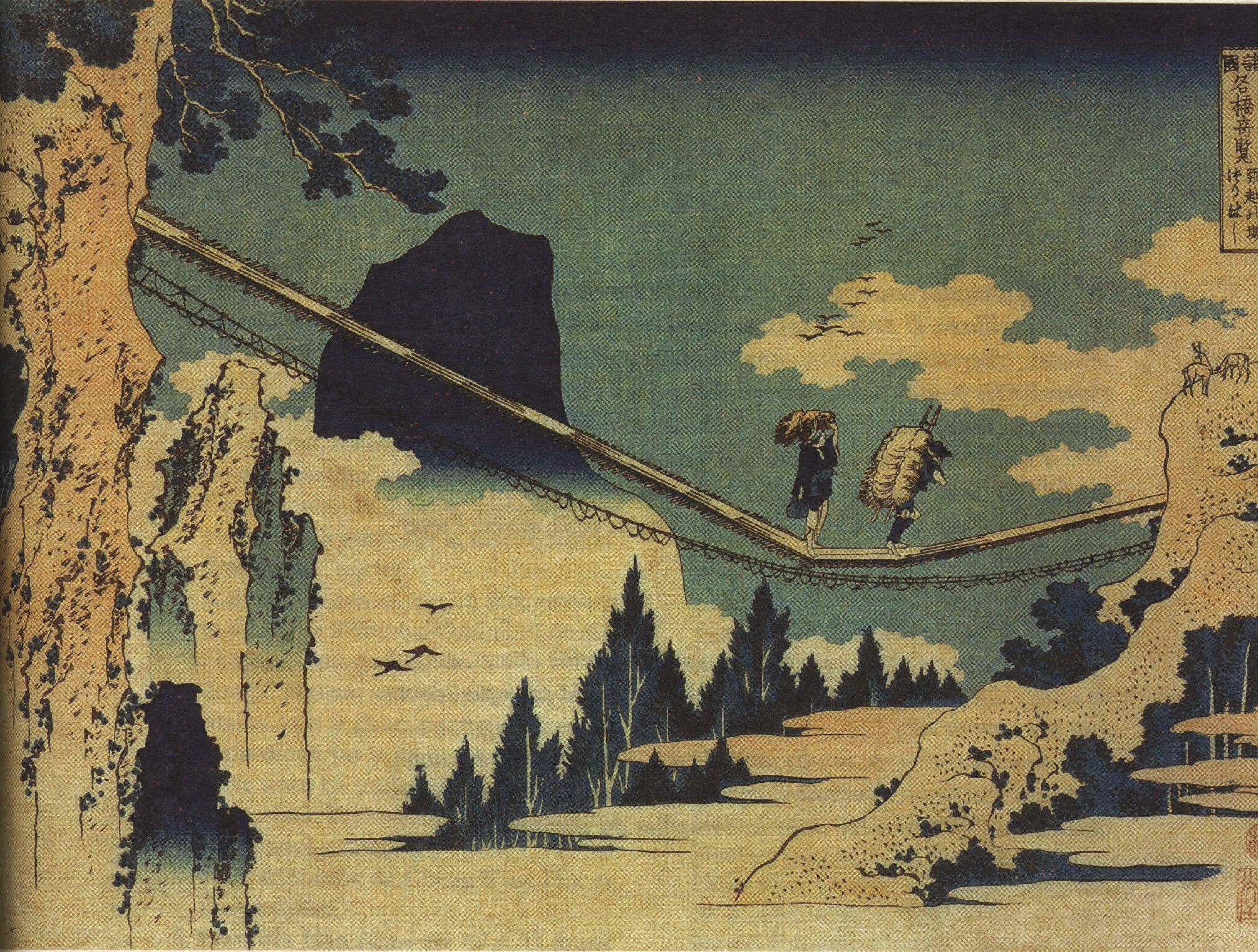
Il ponte di Hida

La città castello di Hida fu Takayama. Hida possedeva estese foreste e fu una delle fonti principali di legna e metalli per le altre province. Il traffico fluviale  da Hida fino alla province di Mino e Owari fu intenso.
Nel 1585, Kanamori Nagachika, uno dei generali prima di Oda Nobunaga e poi di Toyotomi Hideyoshi, venne inviato ad occupare Hida, sconfisse il clan Anegakōji e divenne governatore della provincia. Combatté a fianco di Tokugawa Ieyasu alla battaglia di Sekigahara ed i suoi eredi mantennero il possesso della provincia durante il periodo Edo.